# Paisie Gheorghe
Paisie Gheorghe (nume real: Ioan Gheorghe; n. 24 octombrie 1971, Curtea de Argeș) este un episcop român, membru al Sfântului Sinod al Bisericii Ortodoxe Române, din 2006 episcop vicar al Arhiepiscopiei Timișoarei, cu numele de Lugojanul.

## Biografie

### Studii
- școala generală (clasele I-VIII) în Curtea de Argeș ;
- Liceul Agroindustrial din Curtea de Argeș (1986-1990);
- licențiat al Facultății de Medicină Veterinară din Timișoara (1991-1997);
- Facultatea de Teologie Ortodoxă din cadrul Universității de Vest din Timișoara (1997-2001), obținând titlul de licențiat în Teologie cu lucrarea: "Aspecte ale creștinismului în primele trei secole (Biserica Primară)", redactată sub îndrumarea Pr. prof. dr. Aurel Jivi, la catedra de Istorie Bisericească Universală a acestei facultăți.

### Cariera ecleziastică
A activat în cadrul ASCOR, filiala Timișoara (1992-1998), unde a îndeplinit funcția de vicepreședinte (1993-1994), implicându-se în toate activitățile desfășurate de această asociație, în mod special în organizarea conferințelor de spiritualitate;
- tuns în monahism la Catedrala Sfântul Nicolae din Gyula (1999);
- hirotonit ierodiacon (6 august 1999) și ieromonah (7 august 1999);
- Superior al Paraclisului Episcopal din Bichiș (2001-2006);
- Eclesiarh al Catedralei Episcopale din Giula (2002-2006);
Între anii 2003-2006 a fost secretar eparhial al Episcopiei Ortodoxe Române din Ungaria și concomitent preot slujitor în parohia Otlaca-Pustă și în alte parohii, cu delegația episcopului Sofronie Drincec. În parohia Otlaca Pustă a asigurat și predarea orelor de religie pentru copiii români de la școala generală.
A fost ales episcop-vicar al Arhiepiscopiei Timișoarei în 9 februarie 2006, cu titlul „Lugojanul”, și hirotonit în Catedrala Mitropolitană din Timișoara în 19 februarie 2006. În anul 2011 a fost implicat în disputa legată de punerea sub tutelă a mitropolitului Nicolae Corneanu.

## Procesul penal
În anul 2013 a fost trimis în judecată de DNA împreună cu mai mulți preoți colaboratori și o contabilă. Dosarul a fost retrimis de la o instanță la alta, pe motive procedurale.

## Alte delicte
În anul 2017 a fost prins de poliția rutieră rulând pe DN57 cu 170 de km/h, fapt care a dus la amendarea sa contravențională și la reținerea permisului pentru 90 de zile.

## Controverse
În anul 2019 jurnalista Lia Lucia Epure a publicat mai multe articole legate de activitatea episcopului vicar Paisie.

## Activitate publicistică
A publicat articole de teologie și spiritualitate în publicațiile românești din Ungaria (revistele "Foaia românească" și "Cronica"), precum și în periodicul lunar al Eparhiei "Buletinul Episcopiei".

## Distincții
La propunerea episcopului Sofronie Drincec, Sinodul Mitropolitan al Mitropoliei Banatului i-a acordat rangul de protosinghel (22 ianuarie 2003) și tot la recomandarea episcopului Sofronie, Patriarhul Teoctist i-a acordat înalta distincție "Crucea Patriarhală".